# IBM WebSphere Application Server
IBM WebSphere Application Server (WAS, сервер приложений) — основной продукт в линейке WebSphere бренда компании IBM.
WAS построен на основе открытых стандартов, таких как J2EE, XML, и веб-службы.
Работает с различными веб-серверами, включая Apache HTTP Server, Netscape Enterprise Server, Microsoft Internet Information Services (IIS), IBM HTTP Server для i5/OS, IBM HTTP Server для z/OS, и IBM HTTP Server for AIX/GNU+Linux/Microsoft Windows/Solaris.

## Исторический обзор
О выходе первой версии IBM WebSphere Application Server было официально объявлено 30 июня 1998 года. На тот момент продукт представлял собой плагин, добавляющий функциональность Java сервлетов существующим веб-серверам на трёх операционных системах (Windows NT, AIX и Sun Solaris). В состав пакета также входил IBM HTTP Server. В октябре вышло первое обновление, добавившее поддержку средства разработки WebSphere Studio V1.0 и системы S/390. В декабре того же года вышла вторая версия, начиная с которой появилось разделение по редакциям. В отличие от редакции Standard, редакция Advanced предлагала пользователям возможность использования технологий Enterprise JavaBeans и CORBA. В апреле 1999 года было объявлено о начале поддержки дополнительного пакета национальных языков в рамках версии 2.0. В вышедшей в октябре 1999 года версии 3.0 появилась поддержка технологий Java Server Pages, XML и XSL. Редакция Advanced расширяла Standard аналогичным предыдущей версии образом, тогда как редакция Enterprise предлагалась как комплексное решение для решения задач по обработке транзакций. Она состояла из WAS редакции Advanced, дополненной другими решениями IBM: TXSeries, интеграционным решением Component Broker и средствами разработки IBM VisualAge. Поддержка национальных языков появилась для этой версии начиная с релиза 3.0.1, вышедшем в ноябре 1999 года.
Вслед за этим начали появляться версии, добавляющие поддержку новых операционных систем: в декабре 1999 года поддержка Linux появилась для версии V2, а в июле 2000 года — для V3. Затем в V3 была добавлена поддержка других аппаратных платформ IBM — в марте 2000 года AS/400 и OS/390 в конце июня. В августе вышла версия 3.5, в которой была введена поддержка двух новых операционных систем — Windows 2000 (редакции Server и Advanced Server) и HP-UX. В декабре версия 3.5 стала доступна для Linux, причём в число поддерживаемых дистрибутивов были добавлены SUSE и Turbolinux, а месяц спустя появилась возможность воспользоваться этим сервером приложений на платформе S/390 с использованием операционной системы Linux, для чего был выбран дистрибутив SUSE. 31 мая 2001 в семействе версий V3 появилась получившая номер 3.6 обновлённая Enterprise редакция, функционально похожая на ту, что была выпущена для версии 3.0.
С четвёртой версии IBM переходит на единую кодовую базу[прояснить] для всех основных платформ. В этой версии продукт в двух редакциях — Advanced и Enterprise. Первая предлагалась пользователям в трёх вариантах конфигурации: полная (AE), одиночный сервер (англ. Single Server, AEs) и для разработчиков (AEd), предлагавшегося в качестве среды разработки и тестирования. Путём добавления расширения предприятия (англ. Enterprise Extensions), включающем технологию IBM TXSeries, получалась редакция Enterprise, позиционировавшаяся как платформа для построения распределённых систем любого масштаба. Отдельно поставлялась редакция для мейнфреймов (WebSphere Application Server V4.0 for IBM z/OS and IBM OS/390), предоставляющая те же возможности. Вышедшая в следующем году версия V5 предоставляла полную поддержку J2EE 1.3 и поставлялась в трёх основных редакциях: базовой, заменившей Single Server в V4, Network Deployment с возможностью кластеризации и построения сложной сетевой топологии и Enterprise, поставляемая вместе с расширениями предприятия и WebSphere MQ. В версии 5.0.2, ставшей крупным обновлением продукта, были обновлены поддерживаемые стандарты веб-сервисов, а в число поддерживаемых операционных систем добавлена новая серверная операционная система Windows Server 2003. О поддержке Windows XP было объявлено только как платформе для среды разработки и тестирования. Начиная с этой версии появилась редакция Express, представляющая собой облегчённую версию базовой. Дальнейшее развитие редакции Enterprise было направлено в сторону сервисно-ориентированной архитектуры, и технологии TXSeries и Component Broker больше не являлись основой этой редакции. В дальнейшем эта редакция эволюционировала, через WebSphere Business Integration Server Foundation, в IBM WebSphere Process Server. Важным обновлением редакции Express стала ставшая доступной с 13 августа 2004 года версия 5.1.1, расширившая список поддерживаемых дистрибутивов Linux.
Ставшая доступной в конце того же года версия V6 предоставила полную поддержку стандартов J2EE версии 1.4. Значительные изменения произошли в процессе установки и настройки — появилась возможность, в более примитивном виде существовавшая и в V5, создавать отделённые от основной части среды выполнения пользовательские конфигурации («профайлы», англ. profiles). С точки зрения технологий разработки существенным стало введение поддержки технологии разработки веб-приложений JavaServer Faces и модели доступа к данным Service Data Objects. Следующее крупное обновление, версия 6.1, вышло в 2006 году. Основной его особенностью стало изменение внутренней архитектуры, теперь основанной на компонентной модели OSGi в реализации Equinox. В следующих основных релизах, V7 и V8, была реализована поддержка актуальных на тот момент версий спецификаций Java EE — версий 5 и 6 соответственно. Дополнительно в WAS V7 поддерживалась Java SE 6. С января 2012 года для разработчиков доступны три бесплатные редакции серии Tools.
Выпуск последнего крупного релиза 15 июня 2012 года, версии 8.5, основным нововведением которого стало введение облегчённого типа профайлов Liberty (от англ. «свобода») был приурочен к годовщине подписания Великой хартии вольностей (15 июня 1215 года). Также с этой версии появилась возможность переключать используемую сервером версию Java между версиями 6 и 7. Вышедшая в июле следующего года версия 8.5.5 добавила в список редакций новую, «Liberty Core», в которой разрешено создание профайлов только этого типа. Начиная с этой версии поддерживается операционная система Mac OS во всех редакциях, хотя профайл Liberty поддерживал эту ОС с самого начала.